# UFC Fight Night: Bader vs. St. Preux
UFC Fight Night: Bader vs. St. Preux（ユーエフシー・ファイトナイト：ベイダー・バーサス・サンプルー、別名UFC Fight Night 47）は、アメリカ合衆国の総合格闘技団体「UFC」の大会の一つ。2014年8月16日、メイン州バンゴーのクロス・インシュアランス・センターで開催された。

## 大会概要
UFC初のメイン州開催となった本大会ではライアン・ベイダーとオヴィンス・サンプルーによるライトヘビー級ワンマッチが組まれた。
MFCミドル級王者サム・アルビー、KOTC世界フライ級（-61kg）王者フランキー・サエンズ、キャリア8戦全勝のInvicta FCバンタム級王者ローレン・マーフィーがUFCデビュー。

### カード変更
負傷などによるカードの変更は以下の通り。
- アベル・トルヒーヨ → グレイ・メイナード（第9試合）

- ボビー・グリーン vs. アベル・トルヒーヨ → グリーンの移動により中止

- グレイ・メイナード vs. ファブリシオ・カモエス → メイナードの移動により中止

## 試合結果

### プレリミナリーカード
第1試合 バンタム級ワンマッチ 5分3R
○  フランキー・サエンズ vs.  ノーラン・ティックマン ×
3R終了 判定3-0（30-27、30-27、30-27）
第2試合 ミドル級ワンマッチ 5分3R
○  トム・ワトソン vs.  サム・アルビー ×
3R終了 判定3-0（29-28、29-28、29-28）
第3試合 女子バンタム級ワンマッチ 5分3R
○  サラ・マクマン vs.  ローレン・マーフィー ×
3R終了 判定2-1（28-29、29-28、29-28）
第4試合 フライ級ワンマッチ 5分3R
○  ジュシー・フォルミーガ vs.  ザック・マコウスキー ×
3R終了 判定3-0（29-28、29-28、29-28）

### メインカード
第5試合 フェザー級ワンマッチ 5分3R
○  チアゴ・タバレス vs.  ロビー・ペラルタ ×
1R 4:27 リアネイキドチョーク
第6試合 ヘビー級ワンマッチ 5分3R
○  ショーン・ジョーダン vs.  ジャック・メイ ×
3R 2:55 TKO（パウンド）
第7試合 ウェルター級ワンマッチ 5分3R
○  アラン・ジョウバン vs.  セス・バジンスキー ×
1R 4:23 KO（左フック）
第8試合 ミドル級ワンマッチ 5分3R
○  ティム・ボッシュ vs.  ブラッド・タヴァレス ×
2R 3:18 TKO（右フック→パウンド）
第9試合 ライト級ワンマッチ 5分3R
○  ロス・ピアソン vs.  グレイ・メイナード ×
2R 1:35 TKO（右ストレート→パウンド）
第10試合 ライトヘビー級ワンマッチ 5分5R
○  ライアン・ベイダー vs.  オヴィンス・サンプルー ×
5R終了 判定3-0（48-47、49-46、49-46）

### 各賞
ファイト・オブ・ザ・ナイト： アラン・ジョウバン vs. セス・バジンスキー
パフォーマンス・オブ・ザ・ナイト： チアゴ・タバレス、ティム・ボッシュ
各選手にはボーナスとして5万ドルが支給された。